# Équipe de France féminine de football des moins de 17 ans
Cet article traite de l'équipe féminine. Pour l'équipe masculine, voir Équipe de France de football des moins de 17 ans.
Maillots
L’équipe de France féminine de football des moins de 17 ans, dont les joueuses sont surnommées les Bleuettes, est constituée par une sélection des meilleures joueuses françaises de moins de 17 ans sous l'égide de la Fédération française de football (FFF).

## Palmarès[1]

### Coupe du monde
- Vainqueur en 2012

### Championnat d'Europe
- Vainqueur en 2023
- Finaliste en 2008, 2011 et 2012
- Troisième en 2009 et 2022
- Demi-finaliste en 2015 et 2024

### Nordic Cup
- Vainqueur en 2007
- Finaliste en 2006

### Festival Olympique de la Jeunesse Européenne(FOJE à Paris)
- Troisième en 2003